# Mimosopsis desmanthocarpa
Mimosopsis desmanthocarpa là một loài thực vật có hoa trong họ Đậu. Loài này được (B.L. Rob.) Britton & Rose mô tả khoa học đầu tiên năm 1928.